# Veliki komet iz leta 1844
Véliki komet iz leta 1844 (uradna oznaka je  C/1844 Y1) je komet, ki so ga opazili s prostim očesom 17. decembra 1844.

## Značilnosti
Soncu se je najbolj približal 14. decembra 1844 na razdaljo okoli 0,3 a.e.